# Hydrochorie

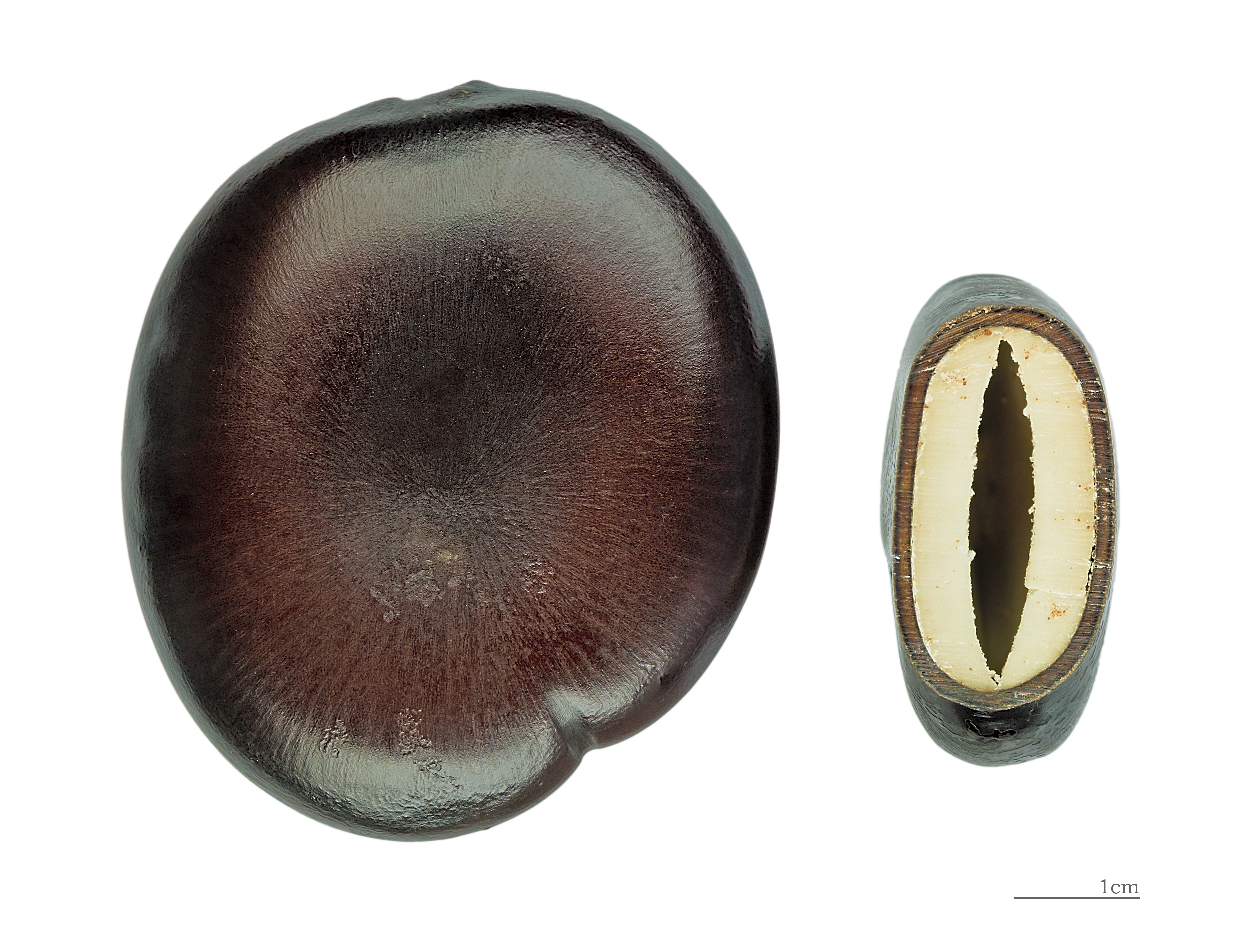
Entada phaseoloides – Nautochorie

Hydrochorie ist die Ausbreitung von Pflanzendiasporen mittels Wasser (Schwimmer).
Die Ausbreitung kann sehr effizient erfolgen, da mit Hilfe von Fließgewässern oder großen Wasserflächen enorme Distanzen zurückgelegt werden können. Die Pflanzen sind meist selbst Wasserpflanzen (Schwimmpflanzen) oder siedeln wassernah. Aber besonders in der Gruppe der ombrochoren Pflanzen, die das Regenwasser als Ausbreitungshilfe nutzen, werden auch nicht wasserbeeinflusste Standorte bis hin zu Wüsten besiedelt. Man unterscheidet drei große Gruppen:
- Nautochorie oder Nautohydrochorie, Verbreitung spezieller schwimmfähiger Diasporen oder ganzer Schwimmpflanzen durch Wasserströmungen[1]
  - Limnochorie, ist die Schwimmausbreitung im Süßwasser[2]
  - Thalasochorie oder Halochorie,[3] ist die Schwimmausbreitung im Salzwasser (Meer)[4]

Es kann dann noch unterschieden werden in Unter- oder Überwassertransport.
- Bythisochorie oder Rheochorie auch Reohydrochorie, die Ausbreitung von nicht an das Schwimmen angepassten Diasporen von Landpflanzen, durch die Strömung von Fließgewässern[1]
- Ombrochorie, die Ausbreitung durch Regentropfen mit der Feineinteilung in
  - Regenschwemmlinge (Ombrohydrochorie)
  - Regenballisten (Hydroballochorie) (Ballombrochorie)
- Eine spezielle Form ist noch die Kryochorie oder Kryohydrochorie, die Ausbreitung von in Eis, Gletschern gefangenen Diasporen[6]

## Nautochorie
Die Nautochorie wird von Wasser- und Sumpfpflanzen oder in der Nähe von Gewässern siedelnden Pflanzen genutzt. Die Diasporen dieser Pflanzen sind oft sehr widerstandsfähig und bleiben bis zu 15 Jahren keimungsfähig. Weiter kann in Leichtgewichts-Schwimmer und Lufthöhlen-Schwimmer unterteilt werden. Ein bekannter Vertreter dieser Ausbreitungseinheit ist die Kokosnuss (Cocos nucifera). Die Steinfrucht ist durch ihren Aufbau auch für lange Reisen gerüstet und kann von Südindien bis nach Südamerika keimungsfähig gelangen. Das Mesokarp dient als Stoßdämpfer und das luftgefüllte Exokarp als Ionenbarriere (Salzwasser). Auch die Verbreitung von schwimmenden Algen wie beispielsweise Seetang durch Meeresströmungen wird dazu gezählt.

## Bythisochorie oder Rheochorie
Die Bythisochorie oder Rheochorie ist die Ausbreitung von nicht an das Schwimmen angepassten Diasporen von Landpflanzen mit Hilfe von Wasserströmungen. Sie erfolgt durch Bäche und Flüsse oder temporären Gewässer wie Überflutungen oder Rinnsale infolge von Starkregen. Der Schlamm der sich nach Hochwassern absetzt ist meist sehr diasporenreich. Viele Arten können sich auf diese Weise entlang an Flussufern über große Entfernungen ausbreiten. Ein kurzer Transport in Süßwasser schadet den meisten Samen nicht, gelangen sie jedoch in permanente Gewässer gehen sie meist zugrunde. Die Diasporen sind häufig blasenförmig wie bei der Gelben Teichrose (Nuphar lutea) oder enthalten ein Schwimmgewebe (geringe spezifische Dichte) wie bei der Sumpfdotterblume (Caltha palustris).